# Garachico
Garachico es un municipio español perteneciente a la isla de Tenerife, en la provincia de Santa Cruz de Tenerife, comunidad autónoma de Canarias. La capital municipal está localizada en el casco urbano de Garachico, situado a 13 m s. n. m.

## Toponimia
El nombre del municipio proviene de su capital administrativa, que a su vez procede del roque o islote que se encuentra en su costa, tratándose de un término de procedencia guanche.

## Geografía
Está situado en el noroeste de la isla, limitando con los municipios de Icod de los Vinos, Santiago del Teide, El Tanque y Los Silos.
Posee una superficie de 29,28 km², ocupando el 21.er puesto de la isla de Tenerife en cuanto a extensión, así como el 41.º de la provincia.
Garachico alcanza su mayor altitud en la elevación conocida como cerro de los Roques Blancos a 2171 m s. n. m.

### Orografía
El territorio del municipio abarca desde las laderas noroccidentales del pico Viejo hasta el mar, donde ocupa una extensa franja de terreno litoral que forma parte de la denominada Isla Baja, una gran plataforma horizontal de origen volcánico.
En su paisaje sobresalen el conocido como Roque de Garachico, un pequeño islote frente a la villa, así como las coladas volcánicas históricas que descienden desde las cumbres al mar.

### Hidrografía
Las principales cuencas hidrográficas del municipio son las formadas por el barranco de Correa, que lo separa de Los Silos, el barranco Hondo, La Hoya, Las Aguas y el barranco del Malpaís.

### Flora
Garachico cuenta con flora típica de Canarias, entre ella el árbol drago, entre otras especies que soportan el sol a temperatura media.

### Espacios protegidos

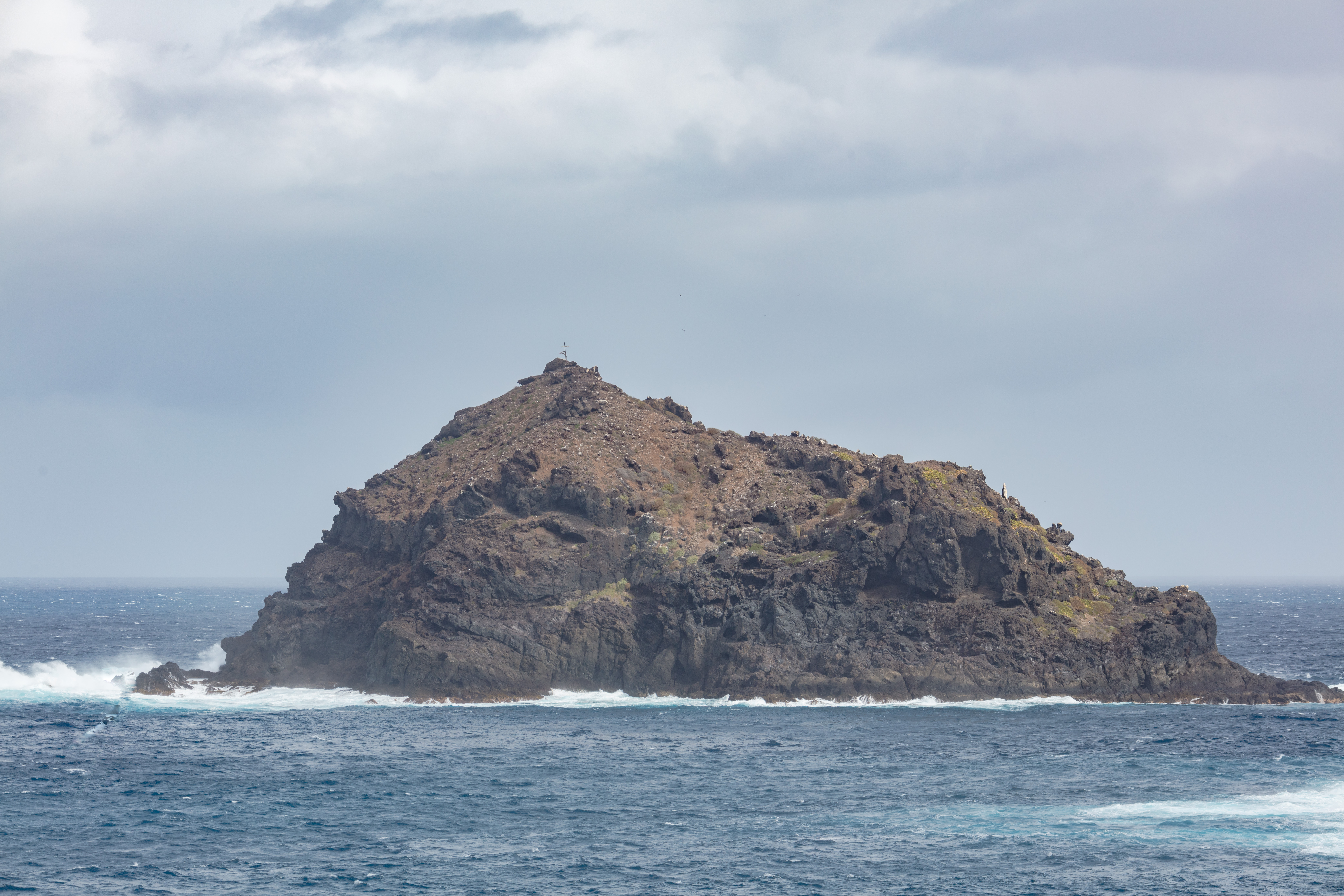
Roque de Garachico, símbolo del municipio y espacio natural protegido

El municipio posee parte de los espacios naturales protegidos del parque nacional del Teide, parque natural de la Corona Forestal, reserva natural especial del Chinyero, paisaje protegido de los Acantilados de La Culata y del sitio de interés científico de interián, así como la totalidad del monumento natural del Roque de Garachico.
Todos estos espacios se incluyen también en la Red Natura 2000 como Zonas Especiales de Conservación. Por su parte, la superficie del parque nacional, del Chinyero y de la Corona Forestal son además Zonas de Especial Protección para las Aves.
Garachico posee asimismo el monte de utilidad pública denominado «Fuente Santa, Iferfe y Monte Frio».

### Comunicaciones

#### Carreteras
Se accede al municipio principalmente por la carretera TF-42, que transcurre desde Icod de los Vinos hasta Buenavista del Norte. En las zonas altas del municipio la TF-82 sirve a las localidades de San Juan del Reparo (popularmente conocida como La Culata) y Genovés, así como la TF-373 sirve a La Montañeta. Además, por el territorio municipal pasa la ampliación de la TF-5, sin ninguna conexión real con las poblaciones del municipio. Por último, la carretera TF-421, con un trazado característicamente sinuoso, conecta el casco con El Tanque Bajo.

#### Puertos
Garachico cuenta con un puerto deportivo construido en 2012, utilizado por embarcaciones de pesca y recreo. Durante los siglos XVII y XVIII el pueblo contó con el puerto más importante de Tenerife, donde se realizaban intercambios regulares de mercancías con destino a América y Europa, hasta que en 1706 la erupción del volcán de Trevejo sepultó gran parte del puerto, quedando unos pocos vestigios visibles en la actualidad. Posteriormente se construyó un muelle más pequeño empleado para la exportación del plátano, ya en desuso, y conocido como Muelle Viejo.

#### Transporte público
La única línea de guagua que sirve al casco es la 363, pasando también por las localidades de El Guincho, Las Cruces y La Caleta de Interián. La línea 360 cubre la localidad de La Montañeta, y tres líneas, 325, 392 y 460 cubren Genovés y San Juan del Reparo circulando por la TF-82.

## Historia

### Etapa guanche: antes del sigloxv
La zona donde se asienta el municipio se encuentra habitada desde época guanche, habiendo sido parte del antiguo reino o Menceyato de Icod, aunque otros investigadores sugieren su pertenencia al menceyato de Daute.

### Conquista y colonización europeas: siglosxvyxvi
La ciudad de Garachico con su puerto fue fundada por el banquero genovés Cristóbal de Ponte tras la conquista de Tenerife en 1496. 

### Antiguo Régimen: siglosxviiyxviii
Durante los siglos xvi y xvii, Garachico se convirtió en el principal puerto de la isla. De él zarpaban navíos cargados de vino y azúcar hacia América y Europa, lo que hizo progresar económicamente a la población garachiquense. En el pasado fue un puerto complementario que unía sobre todo los importantes de Villa Apurón, Santa Cruz y de La Luz y Las Palmas con la Península y América.
En 1646 un corrimiento de tierras terminó con la vida de cien personas, hundiéndose también cuarenta barcos.
En 1676 el lugar es descrito por el historiador Juan Núñez de la Peña de la siguiente forma:

GARACHICO. El lugar de Garachico está una legua de Icod, es el lugar una perla, buenas fábricas de casas y Templos, es lugar alegre, buenas calles, vive en él mucha gente principal y rica, es Puerto de mar, y de mucho trato y correspondencia; la Iglesia parroquial es larga y muy alta de tres naves, buenas capillas, intitulase de santa Ana, tiene dos beneficiados de mucha renta, muchos capellanes y buena fábrica, hay tres conventos de religiosos, uno de S. Francisco, otro de Sto. Domingo y otro de S. Agustín, a este de S. Agustín le llaman colegio, aunque no tiene facultad real, en esa pretensión se está; hay hospital, dos conventos de monjas, uno de Sta. Clara, y otro de la Concepción, de la orden de S. Bernardo, y algunas ermitas; hay alcalde con dos escribanos, cerca de este lugar hay muchas viñas de malvasia, y muchos morales, que crian mucha seda, cogense en su jurisdicción de todos frutos, es de mucha agua de regadío.

Erupción del volcán de Trevejo
El 5 de mayo de 1706 una erupción del volcán de Trevejo, también llamado Montaña Negra o Arenas Negras, terminó con el período dorado de la localidad. De madrugada siete coladas de lava descendieron por la ladera arrasando y sepultando gran parte de la villa, especialmente su puerto, que quedó totalmente cubierto. A pesar de todo, no hubo víctimas mortales. Después de este desastre natural, los comerciantes pasaron entonces a utilizar el muelle del Puerto de la Cruz y Garachico quedó como un pequeño puerto de pescadores. La colada de lava que llegó al mar hizo ganar al municipio territorio y unas piscinas y charcos conocidos como El Caletón.

### Etapa moderna: siglosxixyxx
Garachico posee el título de Villa y Puerto, concedido por el rey Alfonso XIII en 1916.
El expresidente del gobierno, y primero de la democracia posfranquista, Adolfo Suárez fue elegido Hijo Adoptivo de la Villa y Puerto de Garachico, debido a que fue quien promovió una serie de inversiones estatales durante su etapa de presidente así como a su estrecha y antigua amistad con el entonces alcalde de la Villa y Puerto, Lorenzo Dorta García; teniéndose la gran deferencia de recibir tan alta distinción de forma presencial. El consistorio municipal también tuvo a bien, designar una calle con su nombre.

## Demografía
Garachico cuenta con una población de 4924 habitantes (INE 2024).
| Gráfica de evolución demográfica de Garachico entre 1842 y 2021                                                                                                |
| |
| Población de derecho según los censos de población del INE Población de hecho según los censos de población del INEEn este censo se denominaba Garuchico: 1842 |

A 1 de enero de 2020 Garachico tenía un total de 4 869 habitantes, ocupando el 26.º puesto en número de habitantes de la isla de Tenerife y el 33.º de la provincia de Santa Cruz de Tenerife, así como el 63.º de la comunidad autónoma de Canarias.
La población relativa era de 166,29 hab./km².
Por sexos contaba con 2 441 hombres y 2 428 mujeres.
Del análisis de la pirámide de población se deduce que:
- La población comprendida entre 0 y 14 años era el 11 % (533 personas) del total;
- la población entre 15 y 64 años se correspondía con el 65 % (3 162 pers.);
- y la población mayor de 65 años era el 24 % (1 174 pers.) restante.

En cuanto al lugar de nacimiento, el 85 % de los habitantes del municipio (4 129 personas) eran nacidos en Canarias, de los cuales el 66 % (2 731 pers.) había nacido en el propio municipio, el 32 % (1 336 pers.) en otro municipio de la isla y un 2 % (62 pers.) procedía de otra isla del archipiélago. El resto de la población la componía un 3 % (138 pers.) de nacidos en el resto de España y un 12 % (602 pers.) de nacidos en el Extranjero, principalmente en Venezuela.
| Entidad singular              | Habitantes |
| ----------------------------- | ---------- |
| La Caleta de Interián         | 780        |
| Las Cruces                    | 571        |
| Garachico (capital municipal) | 1 789      |
| Genovés                       | 616        |
| El Guincho                    | 287        |
| La Montañeta                  | 162        |
| San Juan del Reparo           | 561        |
| San Pedro de Daute            | 103        |
| Total                         | 4 869      |

## Economía
La economía del municipio se fundamenta en el pequeño comercio, el turismo, la restauración y la agricultura.

## Símbolos

### Escudo
El escudo heráldico del municipio fue aprobado por el Gobierno de Canarias por Orden de 17 de marzo de 1987, siendo modificado y vuelto a aprobar por Orden de 19 de octubre de 1992. Se organiza como sigue: «Escudo cuartelado: 1º, en campo de gules; una torre de oro, mazonada y aclarada de gules. 2º, en campo de plata, un volcán al natural, de cuya cima salen llamas de gules. 3º, en campo de plata un peñón, al natural (El Roque) sembrado de arbustos de sinople y una nave con velamen de plata, puestas sobre ondas de azur y plata. 4º, en campo de gules, un ancla de oro. Entado en punta de oro, una piña de pino al natural. Sobre el todo, un escusón de sinople, con una venera de oro. Tenantes dos canes, en posición rampante, linguados de gules. Dos banderas de gules puestas a cada uno de los lados del escudo. En punta, cinta de azur con el siguiente lema en letras de oro: "Glorioso en su adversidad", de la cual pende la medalla de oro de las Bellas Artes. Timbre, Corona Real cerrada».

### Bandera
La bandera fue aprobada por Orden del Gobierno de Canarias de 15 de octubre de 1998. Consta de: «Paño rectangular, de seda, tafetán, raso, lanilla o fibra sintética, según los casos, cuya longitud es vez y media mayor que su ancho; compuesto de tres franjas horizontales de igual tamaño; la primera o superior de color negro, la central de color blanco y la inferior de color azul turquesa. Si la bandera ostentara el escudo heráldico del municipio, éste deberá colocarse en el centro del paño y con una altura de dos tercios del alto de la bandera, preferentemente en ambas caras.»
En cuanto a su significado, el color negro hace referencia a las lavas del volcán de 1706 que sepultó el puerto; el blanco alude a la blancura de sus construcciones, y el azul turquesa por su importancia como puerto de mar.

### Pendón
El municipio también cuenta con pendón, aprobado por el Gobierno de Canarias por Orden de 15 de marzo de 1994. El pendón se describe de la siguiente manera: «Bandera cuadra de color azul turquesa, que lleva, al centro del paño, el escudo heráldico municipal. De la parte superior del asta penden dos cordones en rojo y oro, terminados en borlas de oro».

## Administración y política

### Gobierno municipal
El municipio se rige por su Ayuntamiento, compuesto por trece concejales.
| Periodo   | Nombre                  | Partido | Partido                                  |
| --------- | ----------------------- | ------- | ---------------------------------------- |
| 1979-1983 | Lorenzo Dorta García    |         | Unión de Centro Democrático (UCD)        |
| 1983-1987 | Lorenzo Dorta García    |         | Coalición Popular (CP)                   |
| 1987-1995 | Juan Manuel de León     |         | Partido Socialista Obrero Español (PSOE) |
| 1995-2011 | Ramón Miranda Adán      |         | Coalición Canaria (CC)                   |
| 2011-act. | José Heriberto González |         | Coalición Canaria (CC)                   |

| Partido político | Partido político                                           | 1979   | 1983   | 1987   | 1991   | 1995   | 1999   | 2003   | 2007   | 2011   | 2015   | 2019   | 2023   |
| Partido político | Partido político                                           | Ediles | Ediles | Ediles | Ediles | Ediles | Ediles | Ediles | Ediles | Ediles | Ediles | Ediles | Ediles |
|                  | Agrupación Garachiquense (A'GARA)                          |        |        |        |        |        |        |        |        |        |        |        | 4      |
|                  | Agrupación Independiente del Municipio de Garachico (AIMG) | 2      |        |        |        |        |        |        |        |        |        |        |        |
|                  | Agrupación Tinerfeña de Independientes (ATI)               |        |        |        | 3      |        |        |        |        |        |        |        |        |
|                  | Alternativa Unida por Garachico (AUPG)                     |        |        |        |        |        |        |        |        | 2      |        |        |        |
|                  | Centro Canario Nacionalista (CCN)                          |        |        |        |        |        |        |        | 1      | CC     |        |        |        |
|                  | Centro Democrático y Social (CDS)                          |        |        | 6      | 2      |        |        |        |        |        |        |        |        |
|                  | Coalición Canaria (CC)                                     |        |        |        |        | 7      | 9      | 10     | 8      | 7      | 9      | 7      | 5      |
|                  | Alianza Popular (AP)-Partido Popular (PP)                  |        | 9      |        |        |        | 0      | 0      |        | 1      | 1      | 3      |        |
|                  | Partido Socialista Obrero Español (PSOE)                   |        | 4      | 7      | 8      | 6      | 4      | 3      | 4      | 3      | 3      | 1      | 2      |
|                  | Unión de Centro Democrático (UCD)                          | 11     |        |        |        |        |        |        |        |        |        |        |        |
|                  | Vox                                                        |        |        |        |        |        |        |        |        |        |        |        | 0      |

### Organización territorial
Garachico se encuentra incluido en la Comarca de Icod-Daute-Isla Baja, mientras que su superficie inmersa en los espacios naturales protegidos del Chinyero, la Corona Forestal y el Teide pertenecen a la comarca del Macizo Central.
Debido a su difícil orografía el municipio posee barrios repartidos desde la costa hasta la montaña. Se encuentra dividido en ocho entidades singulares de población:
| Denominación                  | Superficie |
| ----------------------------- | ---------- |
| La Caleta de Interián         | - km²      |
| Las Cruces                    | - km²      |
| Garachico (capital municipal) | - km²      |
| Genovés                       | - km²      |
| El Guincho                    | - km²      |
| La Montañeta                  | - km²      |
| San Juan del Reparo           | - km²      |
| San Pedro de Daute            | - km²      |
| Total del municipio           | 29,28 km²  |

## Patrimonio

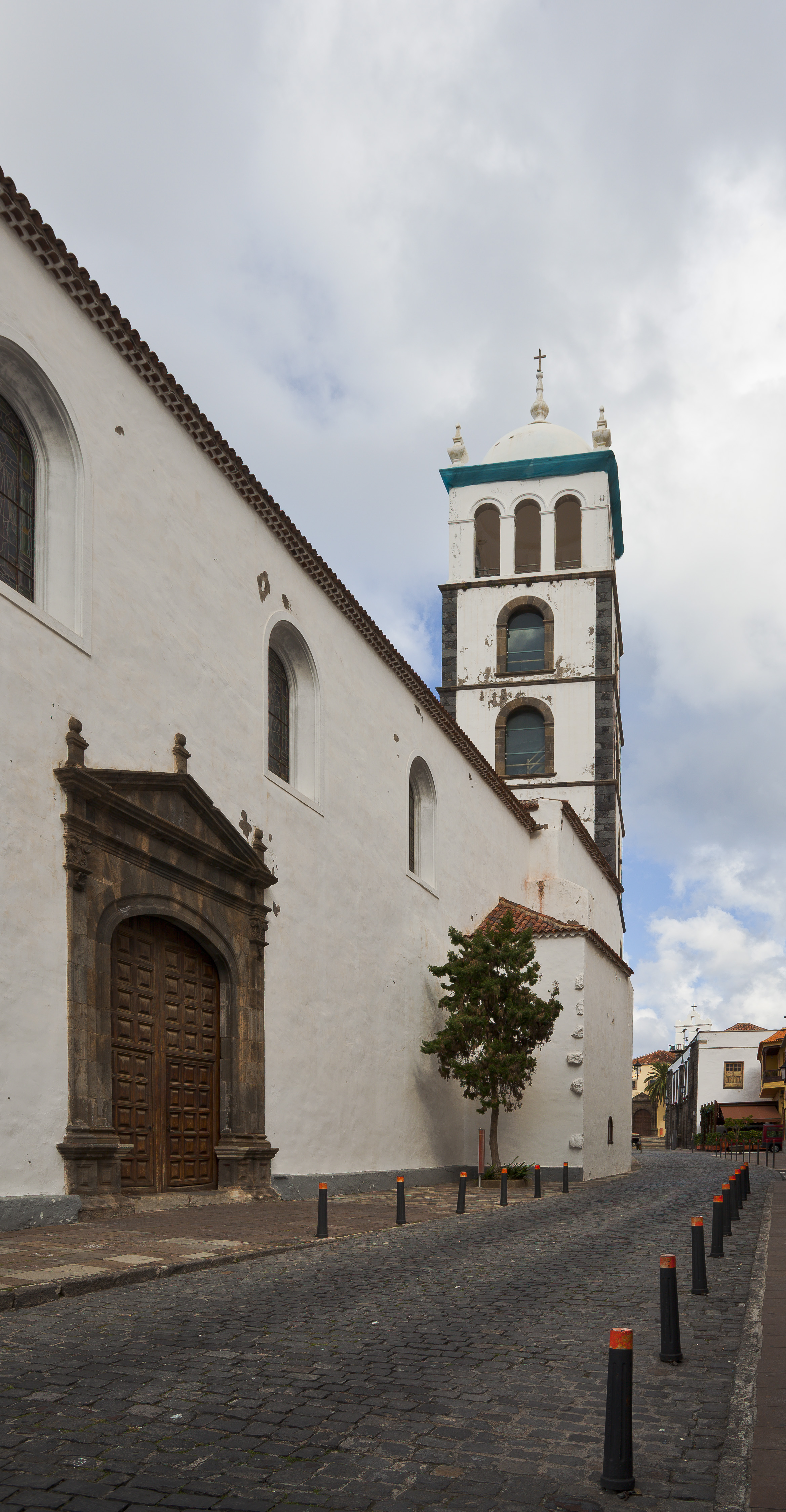
Iglesia de Santa Ana

El casco histórico de Garachico posee un rico patrimonio arquitectónico de los siglos xvi y xvii, siendo uno de los cascos histórico–artísticos mejor conservados y representativos del archipiélago. Fue declarado Bien de Interés Cultural en 1994 en la categoría de Conjunto Histórico. La villa también cuenta con la Medalla de oro de Bellas Artes por sus tesoros artísticos.

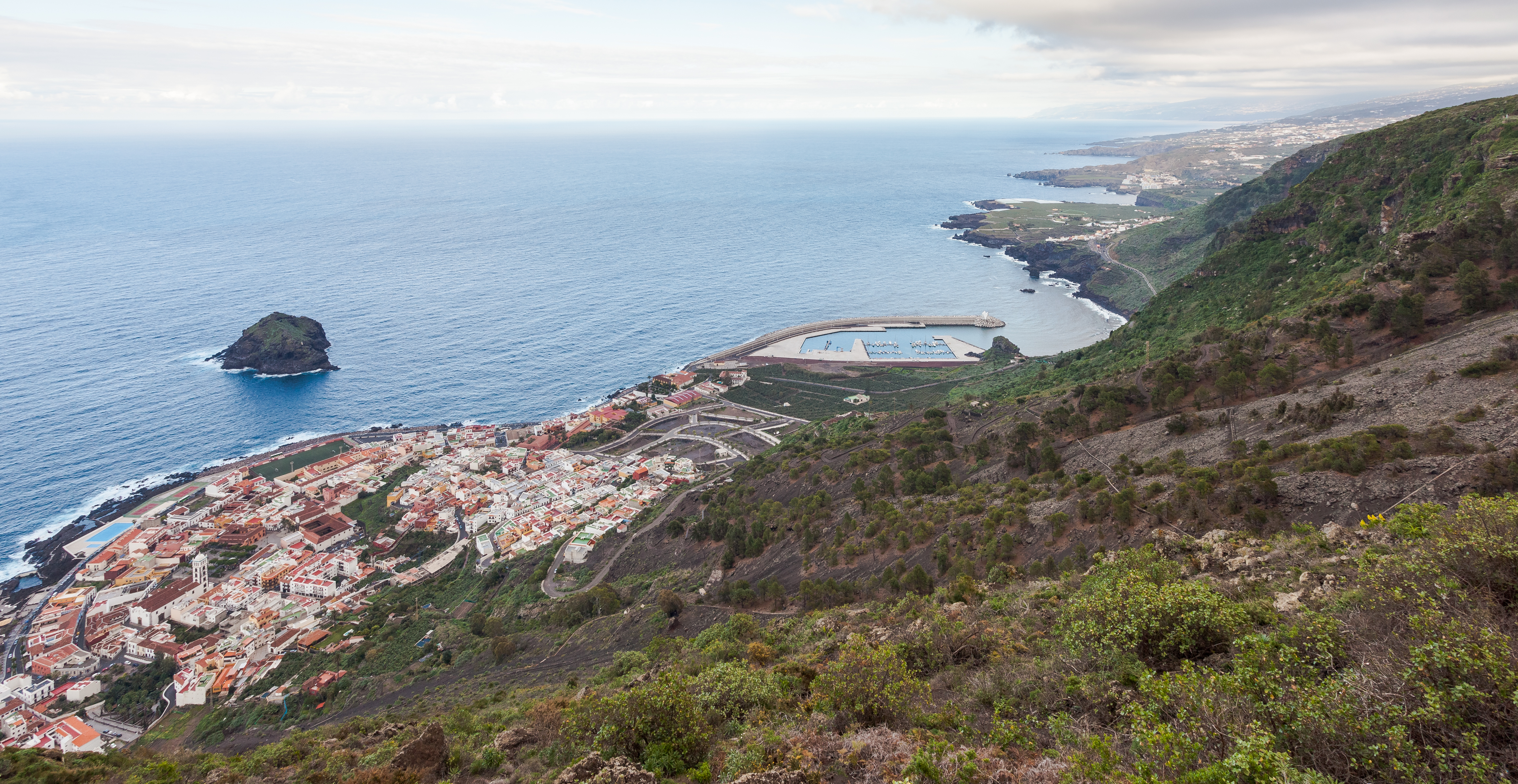
Garachico y la línea de costa
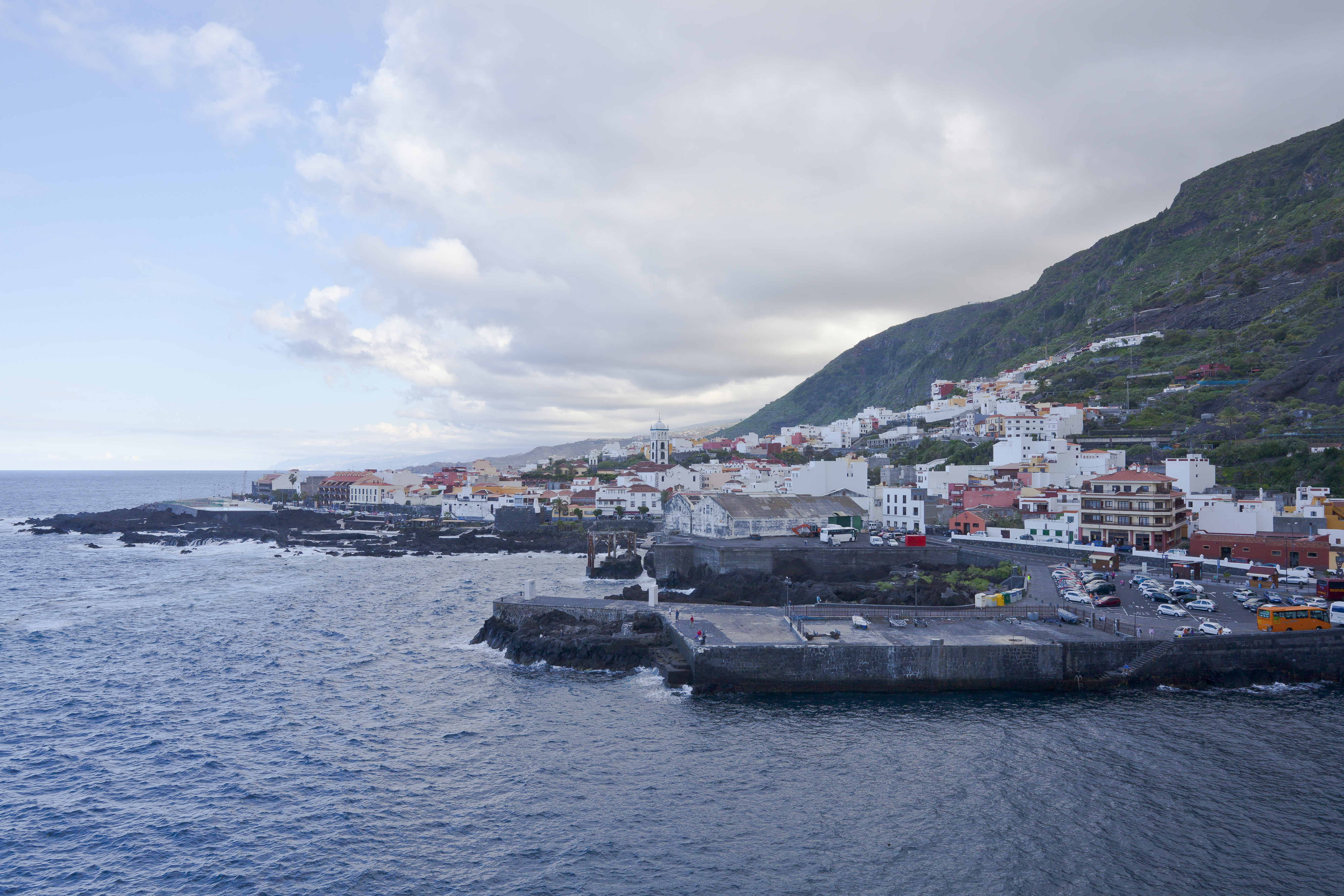
Vista de la costa
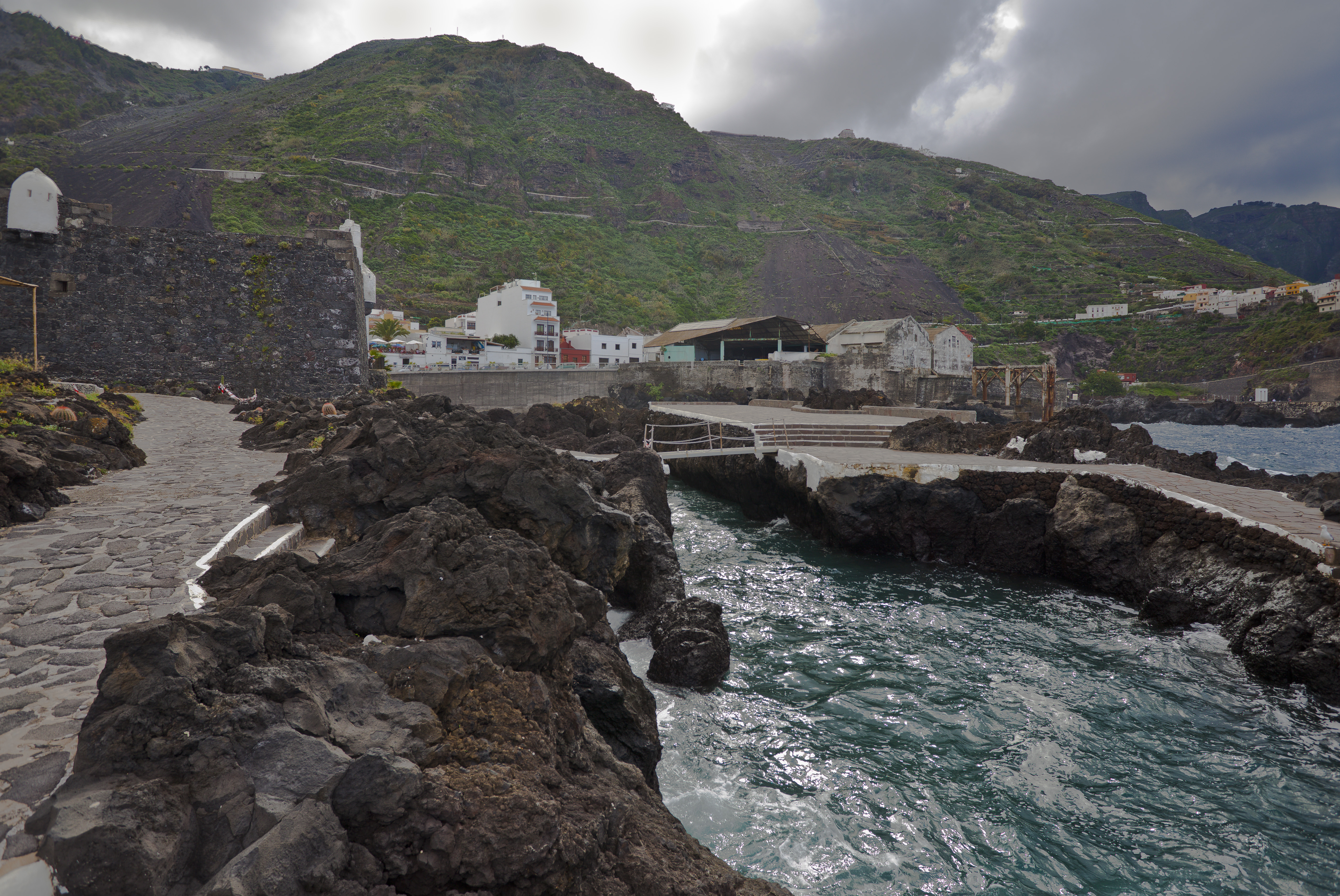
El Caletón
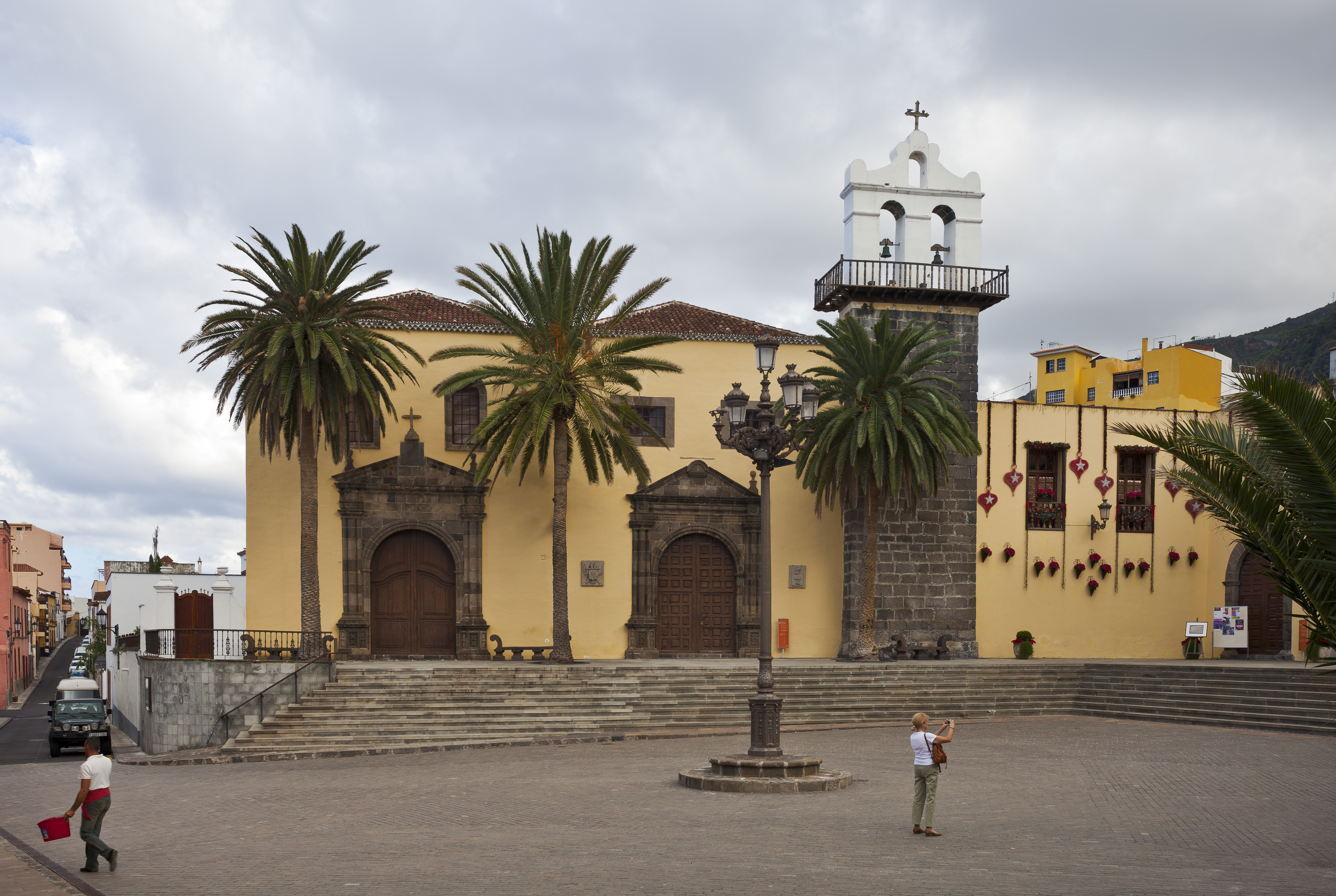
Antiguo convento franciscano en Garachico y Ayuntamiento en el lateral
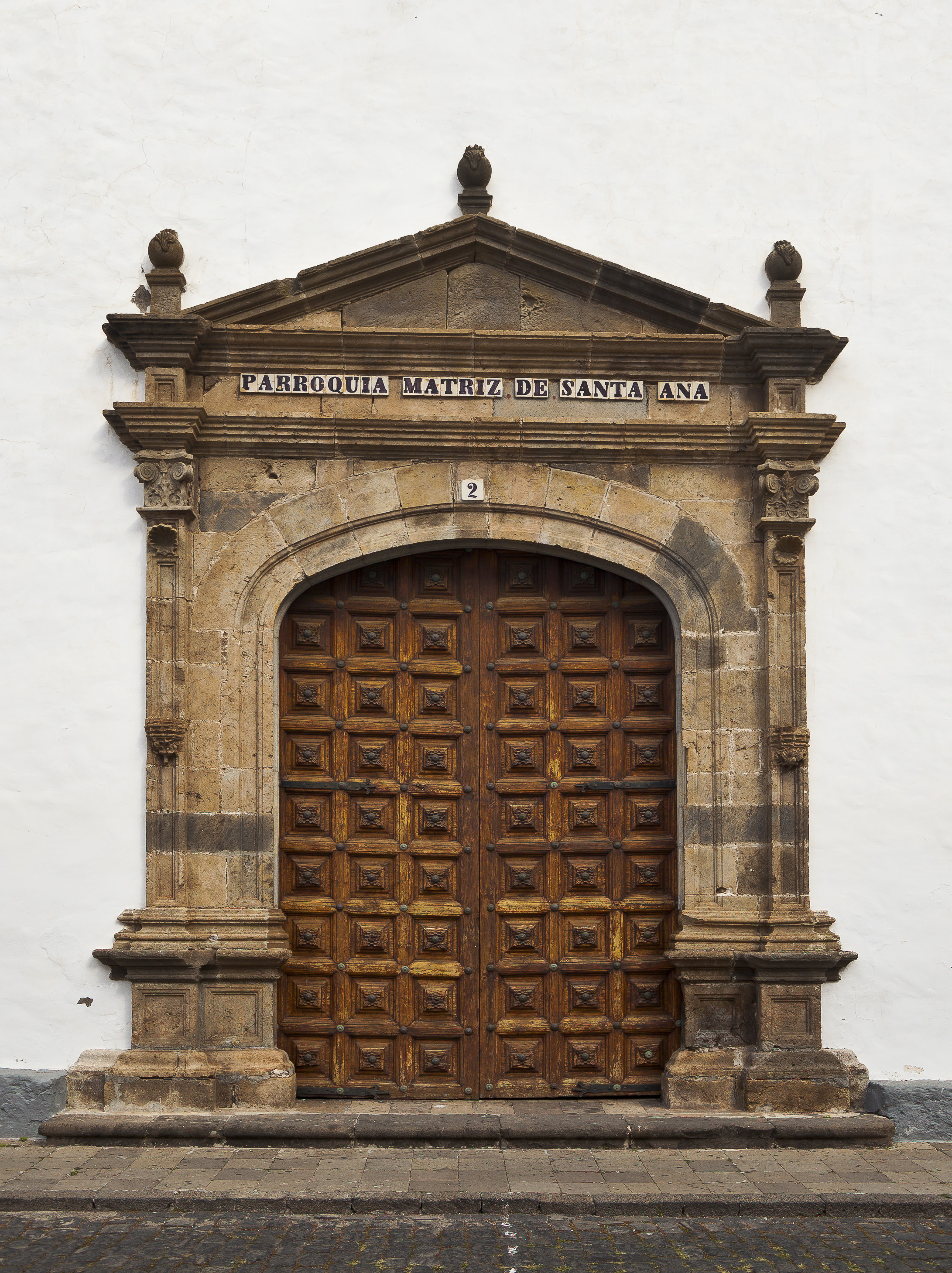
Iglesia de Santa Ana
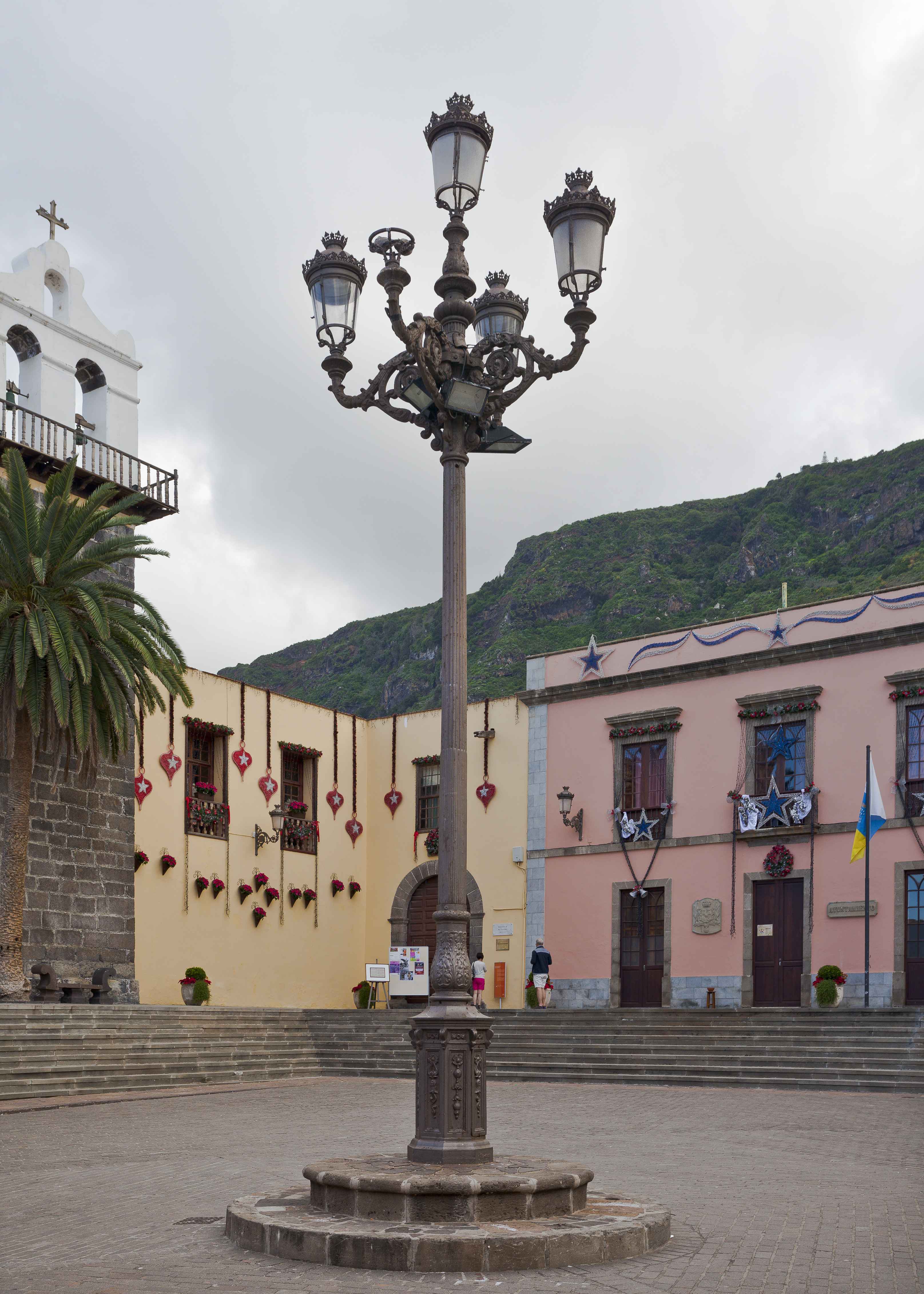
Farola en la plaza del Ayuntamiento

Está catalogado como uno de Los Pueblos Más Bonitos de España desde el año 2021 y pertenece desde entonces a la asociación homónima.
- Iglesia de San Pedro de Daute

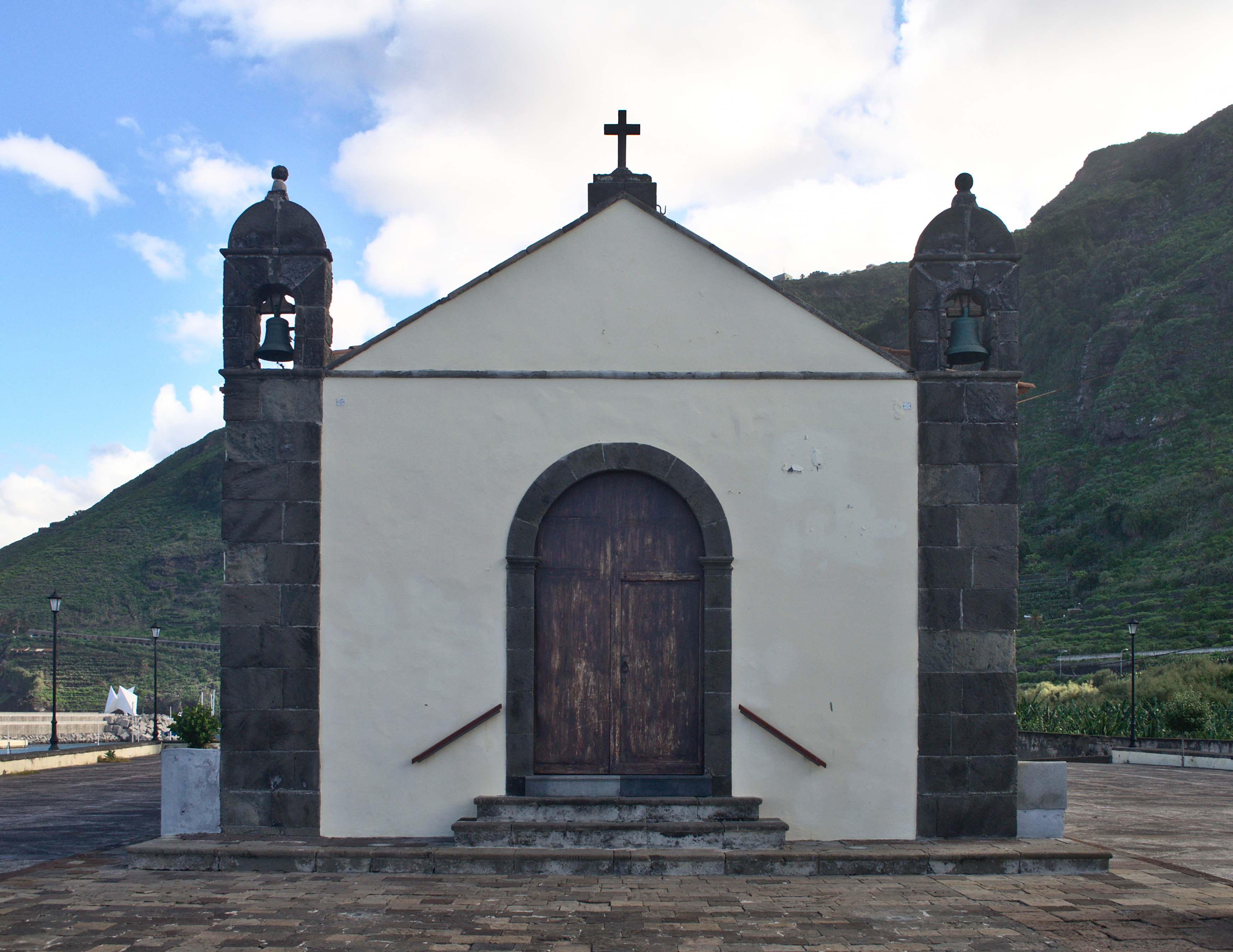
Ermita de San Roque

- Iglesia de Santa Ana: en esta iglesia se encuentra el Santísimo Cristo de la Micericordia, hecho en caña de maíz por indígenas de México
- Ermita de San Roque
- Monasterio de la Inmaculada Concepción
- Casa de los Condes de La Gomera
- Ex-convento e iglesia de San Francisco, reconvertidos en biblioteca municipal y museos
- Castillo de San Miguel (BIC)
- Arenas Negras
- El Caletón
- Mirador de La Culata

## Cultura

### Fiestas
- San Roque: el acto más importante es la romería en honor al santo que se celebra cada 16 de agosto. Es una de las romerías más multitudinarias y participativas de Canarias.

- Fiestas Lustrales en honor al Cristo de la Misericordia: se celebran cada 5 años en la Villa. En ella se engalanan las calles y plazas principales con flores de papel, que son símbolos de esas fiestas, y se realizan las carrozas que se pasearán por el casco los días más importantes, el 31 de julio y el 1 de agosto, siento este último el día grande, en donde tienen lugar los Fuegos del Risco.

### Deporte
Garachico cuenta con uno de los equipos de fútbol más antiguos de Canarias, el Real Club Deportivo Gara, fundado en 1912, cuyo campo se situaba en el casco hasta el año 2018, cuando fue convertido en un aparcamiento debido a los problemas de mantenimiento derivados de los frecuentes episodios de oleaje. Existe otro campo de fútbol cerca de La Caleta de Interián, donde jugaba el Juventud Deportiva Interián, equipo hoy inactivo.
Además existe un equipo de baloncesto, el CB Garachico, que juega en el pabellón municipal.
En Garachico hay una cancha de tenis y una piscina municipal al aire libre de agua salada. Otros deportes practicados son la pesca, la caza y el rally. La carretera que sube hasta El Tanque Bajo se emplea como tramo del Rally Norte.

## Localidades hermanadas
- Las Palmas de Gran Canaria, Gran Canaria, España
- Agaete, Gran Canaria, España